# Leioproctus conospermi
Leioproctus conospermi är en biart som beskrevs av Houston 1989. Leioproctus conospermi ingår i släktet Leioproctus och familjen korttungebin. Inga underarter finns listade i Catalogue of Life.

## Bildgalleri

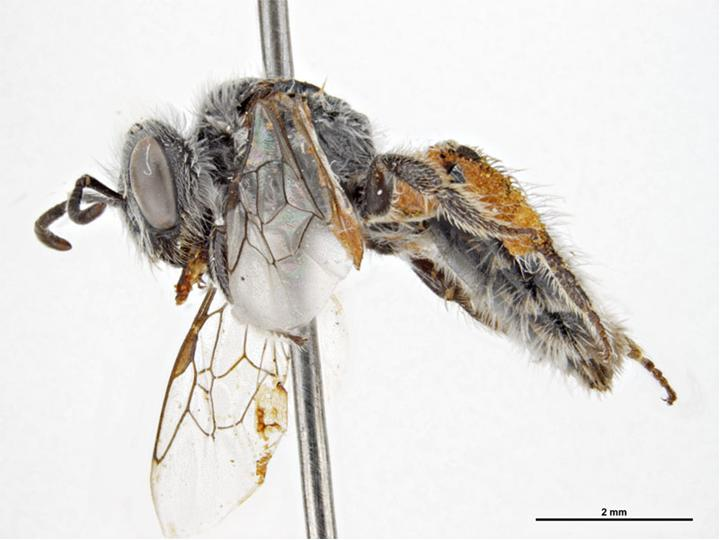
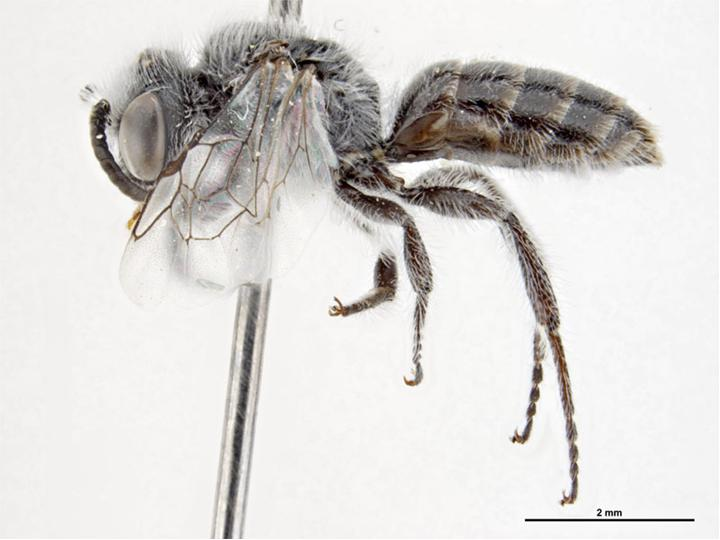